# Euplanaria
Genre
Euplanaria est un genre de vers plats d'eau douce de la famille des Dugesiidae. Le genre est invalide et remplacé par Dugesia, mais il possède cependant 18 espèces non reclassées.

## Systématique
Le genre Euplanaria a été créé en 1897 par le zoologiste et professeur d'université allemand Richard Hesse (d) (1868-1944),.

### Synonyme
Euplanaria Hesse, 1897 est un synonyme de Dugesia Girard, 1850.

### Liste des espèces
Selon la base de données World Register of Marine Species (13 janvier 2024), le genre Dugesia contient les espèces non reclassées suivantes :
- Euplanaria agilis (Stringer, 1909)
- Euplanaria andamanensis (Kaburaki, 1925)
- Euplanaria aurita (Kennel, 1888)
- Euplanaria bohmigi (Weiss, 1910)
- Euplanaria festae (Borelli, 1898)
- Euplanaria glandulosa Kenk, 1930
- Euplanaria hoernesi (Weiss, 1909)
- Euplanaria iheringi (Bohmig, 1887)
- Euplanaria iranica Livanov, 1951
- Euplanaria lata (Sivickis, 1923)
- Euplanaria maculata (Leidy, 1847)
- Euplanaria microbursalis Hyman, 1931
- Euplanaria novangliae Hyman, 1931
- Euplanaria philadelphica Hyman, 1931
- Euplanaria porva (Müller OF, 1773)
- Euplanaria schauinslandi (Neppi, 1904)
- Euplanaria seclusa de Beauchamp, 1940
- Euplanaria wytegrensis (Sabussow, 1907)

### Synonymes, reclassements
D'après World Register of Marine Species (13 janvier 2024), les noms d'espèces suivants sont des synonymes. Sauf mention contraire, les genres des espèces reclassées appartiennent à la famille des Dugesiidae.
- l'espèce Euplanaria absoloni (Komarek, 1919) est Dugesia absoloni (Komarek, 1919)
- l'espèce Euplanaria anceps Kenk, 1930 est Girardia anceps (Kenk, 1930)
- l'espèce Euplanaria andina (Borelli, 1895) est Girardia andina (Borelli, 1895)
- l'espèce Euplanaria burmaensis (Kaburaki, 1918) est Dugesia burmaensis (Kaburaki, 1918)
- l'espèce Euplanaria cameliae (Fuhrmann, 1912) est Girardia cameliae (Fuhrmann, 1912)
- l'espèce Euplanaria cretica Meixner, 1928 est Dugesia cretica (Meixner, 1928)
- l'espèce Euplanaria dimorpha (Bohmig, 1902) est Girardia festai (Borelli, 1898)
- l'espèce Euplanaria dorotocephala (Woodworth, 1897) est Girardia dorotocephala (Woodworth, 1897)
- l'espèce Euplanaria etrusca (Benazzi, 1944) est Dugesia etrusca Benazzi, 1944
- l'espèce Euplanaria gonocephala (Duges, 1830) est Dugesia gonocephala (Duges, 1830)
- l'espèce Euplanaria gracilis (Haldeman, 1840) est reclassée dans la famille des Planariidae sous le nom Phagocata woodworthi Hyman, 1937
- l'espèce Euplanaria graffi (Weiss, 1909) est Girardia graffi (Weiss, 1909)
- l'espèce Euplanaria jeanneli (Beauchamp, 1913) est Neppia jeanneli (de Beauchamp, 1913)
- l'espèce Euplanaria longistriata (Fuhrmann, 1912) est Girardia longistriata (Fuhrmann, 1912)
- l'espèce Euplanaria lugubris (Schmidt, 1861) est Schmidtea lugubris Schmidt, 1861
- l'espèce Euplanaria mertoni (Steinmann, 1914) est Dugesia mertoni (Steinmann, 1914)
- l'espèce Euplanaria neumanni (Neppi, 1904) est Dugesia neumanni (Neppi, 1904)
- l'espèce Euplanaria paramensis (Fuhrmann, 1912) est Girardia paramensis Fuhrmann, 1912
- l'espèce Euplanaria polychroa (Schmidt, 1861) est Schmidtea polychroa (Schmidt, 1861)
- l'espèce Euplanaria reclusa de Beauchamp, 1940 est synonyme de Euplanaria seclusa de Beauchamp, 1940. C'est une erreur d'orthographe dans la littérature.
- l'espèce Euplanaria subtentaculata (Draparnaud, 1801) est Dugesia subtentaculata (Draparnaud, 1801)
- l'espèce Euplanaria taurocaucasica Livanov, 1951 est la sous-espèce Dugesia gonocephala taurocaucasica (Livanov, 1951)
- l'espèce Euplanaria tigrina (Girard, 1850) est Girardia tigrina (Girard, 1850)
- l'espèce Euplanaria torva (Müller OF, 1773) est reclassée dans la famille des Planariidae sous le nom Planaria torva (Müller OF, 1773)
- l'espèce Euplanaria transcaucasica Livanov, 1951 est la sous-espèce Dugesia gonocephala transcaucasica (Livanov, 1951)

### Publication originale
(de) Richard Hesse, « Untersuchungen über die Organe der Lichtempfindung bei niederen Thieren. II. Die Augen der Plathelminthen, insonderheit der tricladen Turbellarien », Zeitschrift für wissenschaftliche Zoologie, vol. 62, no 4,‎ 11 mai 1897 (ISSN 0044-3778, OCLC 50371254, lire en ligne).